# El Congreso de París (Dubufe)
El Congreso de París es una pintura al óleo realizada en 1856 por el pintor francés Édouard Dubufe. Está expuesta en el Palacio de Versalles. La pintura muestra una de las reuniones que tuvieron lugar en París entre lo 25 de febrero y 30 de marzo de 1856 para firmar la paz de la Guerra de Crimea.

## Historia
Entre octubre de 1853 y febrero de 1856 tuvo lugar a Guerra de Crimea que enfrentó la alianza formada por el Imperio Británico, el Segundo Imperio Francés, el Imperio Otomano y el Reino de Cerdeña contra el Imperio Ruso para frenar la expansión de estos, así como su influencia en los Balcanes. Tras varias batallas célebres, como el sitio de Sebastopol, la batalla de Balaclava o la batalla de Inkerman y constatada la derrota de los rusos, las potencias vencedoras se reunieron en París para firmar el tratado que ponía fin al conflicto.

## Descripción del cuadro
El cuadro mide 380 cm x 510 cm. La pintura muestra a los ministros plenipotenciarios de los países relacionados con la guerra, así como lo de Prusia, que aunque no participó, fue invitado a participar en las conversas.
Los personajes que aparecen representados en el cuadro son:
| Primera fila (derecha la izquierda) | Primera fila (derecha la izquierda) | Primera fila (derecha la izquierda) | Primera fila (derecha la izquierda) | Primera fila (derecha la izquierda) | Primera fila (derecha la izquierda) |
| Nombre                              | Retrato                             | Plenipotenciario de                 |                                     |                                     |                                     |
| ----------------------------------- | ----------------------------------- | ----------------------------------- | ----------------------------------- | ----------------------------------- | ----------------------------------- |
| Aleksei Feodorovich Orlov           |                                     | Imperio Ruso                        |                                     |                                     |                                     |
| Karl Ferdinand von Buol             |                                     | Imperio Austrohúngaro               |                                     |                                     |                                     |
| Henry Wellesley                     |                                     | Imperio Británico                   |                                     |                                     |                                     |
| Camillo Benso                       |                                     | Reino de Cerdeña                    |                                     |                                     |                                     |
| Segunda fila (derecha la izquierda) |                                     |                                     |                                     |                                     |                                     |
| Mehmed Emin Aali Pasha              |                                     | Imperio Otomano                     |                                     |                                     |                                     |
| George Villiers                     |                                     | Imperio Británico                   |                                     |                                     |                                     |
| Vincent Benedetti                   |                                     | Segundo Imperio Francés             |                                     |                                     |                                     |
| Mehemmed Djemil Bey                 |                                     | Imperio Otomano                     |                                     |                                     |                                     |
| Alexandre Colonna-Walewski          |                                     | Segundo Imperio Francés             |                                     |                                     |                                     |
| Edwin Freiherr von Manteuffel       |                                     | Reino de Prusia                     |                                     |                                     |                                     |
| Joseph Alexander Hübner             |                                     | Imperio Austrohúngaro               |                                     |                                     |                                     |
| François-Adolphe de Bourqueney      |                                     | Segundo Imperio Francés             |                                     |                                     |                                     |